# Der Engländer in Bordeaux

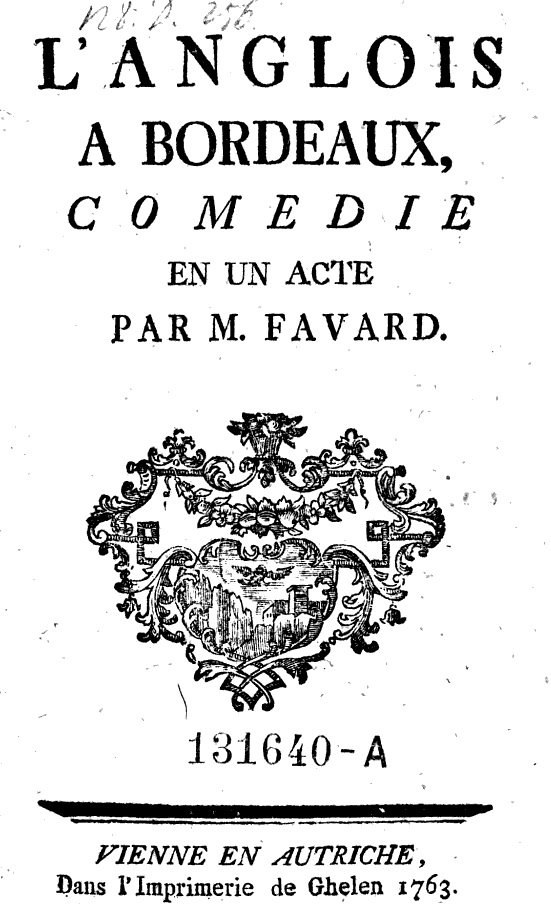
Titelblatt der Ausgabe Wien 1763

Der Engländer in Bordeaux (französischer Originaltitel: L’Anglais à Bordeaux) ist eine Komödie in einem Akt von Charles-Simon Favart.
Das Theaterstück wurde vom Außenminister César Gabriel de Choiseul-Praslin anlässlich des Friedens von Paris im Februar 1763 in Auftrag gegeben. Die Uraufführung erfolgte einen Monat nach der Unterzeichnung des Friedensvertrages. Mit diplomatischen Feingefühl wurde an die frühere Feindschaft zwischen Großbritannien und Frankreich erinnert und die Versöhnung zelebriert. In diesem Kontext kam es zu einer Reihe von inhaltlichen Abänderungen: Der ursprüngliche vorgesehene Titel L’Antipathie vaincue (Die besiegte Antipathie) wurde auf Bitten des englischen Gesandten verworfen. Des Weiteren wurden einzelne, für die Engländer potentiell anstößige Verse gestrichen.
Franzosen und Engländer kämpfen in der Komödie ritterlich gegeneinander. Die Figuren entsprechen gängigen nationalen Stereotypen der Zeit. Der englische Lord Brumton ist ernst und tiefsinnig, wohingegen der Franzose Darmant stets leicht und fröhlich auftritt. Eine doppelte Eheschließung bekräftigt die Versöhnung beider Nationen, worauf ein Friedensfest den Ausklang bildet. Die Zugehörigkeit zur Menschheit überwindet die nationalen Unterschiede. Das Stück mildert die französische Niederlage ab, indem die Sieger durch den Großmut und Charme der Besiegten überwunden werden.
Die Uraufführung erwies sich als voller Erfolg: Im Anschluss wünschte das Publikum im Parterre, dass der Autor Favart auf die Bühne treten möge. Die Schauspielerin Mademoiselle Hus begab sich nach vorne, um zu verkünden, dass dieser bereits abgereist war. Aufgrund des einsetzenden frenetischen Jubels gelang dies erst dem als zweiten auf die Bühne getretenen Bellecour. Favart musste jedoch bei der zweiten Aufführung einen öffentlichen Auftritt absolvieren, obwohl er eher zurückhaltenden Charakters war und dies tunlichst zu vermeiden suchte.